# Бомба (провінція К'єті)
Бомба (італ. Bomba) — муніципалітет в Італії, у регіоні Абруццо,  провінція К'єті.
Бомба розташована на відстані близько 160 км на схід від Рима, 90 км на південний схід від Л'Аквіли, 39 км на південний схід від К'єті.
Населення — 829 осіб (2014).
Щорічний фестиваль відбувається 7 серпня. Покровитель — San Donato.

## Демографія
Населення за роками:

Станом на 1 січня 2023 року в муніципалітеті офіційно проживало 27 іноземців з 8 країн, серед них 13 громадян країн Євросоюзу.

## Сусідні муніципалітети
- Аркі
- Атесса
- Колледімеццо
- Пеннадомо
- Роккаскаленья
- Торнареччо
- Вілла-Санта-Марія